# ريتشارد كاسل
ريتشارد كاسل (بالإنجليزية: Richard Castle)‏ شخصية محورية في المسلسل التلفزيوني كاسل يجسدها الممثل ناثان فيليون

## البطاقة الفنية
- الأسم الكامل: ريتشارد «ريك» أليكسندر باكيت
- المخترع: أندرو دبليو مارلو
- العمر: غير معروف
- الجنس: ذكر
- أول عمل ظهرت خلاله: المسلسل التلفزيوني كاسل
- سنة الظهور: 2009
- تجسيد: ناثان فيليون
- المهنة: كاتب روائي
- العائلة: مارثا (أم)، أليكسيس كاسل (أبتة)[2]

## الحياة الشخصية
ريك كاسل هو ابن رودجرز مارثا، الممثلة المتألقة في فترة السبعينات، ووالد الكسيس وهي مراهقة تعيش مع والدها وجدتها معا.
اسمه الكامل: ريتشارد رودجرز ألكسندر كاسل، فيما بعد عندماأصبح كاتبا مشهورا أتخذ أسمه الحالي والذي يوقع به رواياته وهو: ريتشارد إدغار كاسل وأختار كاسل الأسم الأوسط إدغار تيمنا بالكاتب الأمريكي الشهير إدغار آلان بو.
لم يعرف كاسل والده، وبسبب مهنة والدته كممثلة، تربى كاسل في كنف مربية، كما تم إرساله إلى العديد من المدارس الداخلية المرموقة التي تتميز بالصرامة والنظام الشديدين، كل هذا أثر في شخصيته فيما
بعد حيث يظهر كاسل في كثير من الأحيان يتصرف بصبيانية كنوع من التعويض عن طفولته الصارمة.
تزوج كاسل وطلق مرتين. أول زوجتيه ميريديث وهي أم إبنته ألكسيس، وهي ممثلة تعرف بها عن طريق أمه. رغم طلاقهما ظلت علاقتهما قائمة في كثير من الأحيان، وصرح كاسل أن علاقتهما أفضل من الزواج. وكانت زوجته الثانية جينا كويل، وهي ناشرة تعرف عليها كاسل حين كانت تقوم بنشر رواياته.
لم تتأثر علاقة كاسل وجينا رغم طلاقهما، وظلا يتواعدان في فترات متقطعة حيث ظهر كاسل وجينا لفترة في نهاية الموسم 2، وذهبا معا في عطلة حين كان كاسل يحاول إنهاء كتابة الجزءالثاني من روايته مغامرات نيكي هيت.
فور عودته من العطلة، وبعد نشر الجزء الثاني من مغامرات نيكي هيت قطع كاسل علاقته بجينا محاولا أن يكون في علاقة مع المحققة كايت باكيت
بعد طلاقه من زوجته الأولى ميرديث أحتفظ كاسل بإبنته ألكسيس، وأصر على العيش معا في شقته الكبيرة والتي هي في نفس الوقت مكان عمله رفضا أن يعين مربية خاصة لأبنته. يبدو كاسل وأبنته قريبين جدا من بعضها وتبدو الكسيس في كثير من الأوقات أكثر نضجا من والدها. كما هو الحال في الحلقة 5 من الموسم 1 حيث نرى أن كاسل قد اشترى لعبة (بندقية ليزر)، أو في الحلقة 14 من الموسم الثالث، حيث يصرح للمحققة بيكيت في معرض حديث عن غباء رجل اشترى قطعة أرض على سطح القمر أنه اشترى حفرة قمرية، قبل بضعة أشهر.
لدى كاسل العديد من الأصدقاء وهم مجموعة من كتّاب الروايات، يجتمعون للعب البوكرو هم: جيمس باترسون، ستيفن جي، كانيل ومايكل كونيلي، فيما بعد عندما أصبح يعمل مع شرطة نيويورك أصبح صديقا لأعضاء فرقة التحقيق في جرائم القتل بشرطة نيويورك وهم كل من الرقيب خافيير اسبزيتو والرقيب كيفين راين بالإضافة للمحققة كايت بيكيت.
في الحلقة الأخيرة من الموسم 4، تظهر بيكت وكاسل في شقته ينبادلان القبل ليظهرا في الموسم 5 يتواعدان لأول مرة.

## سيرته ككاتب
كتب كاسل 26 رواية كلها من أكثر الكتب مبيعا، واشهرها «عاصفة ديريك» وهي رواية كتبها في سلسة من الأجزاء لكنه يقرر في الأصدار الأخير أن يقتل بطل الرواية «ديريك» لينهي السلسة بأكملها قائلا أن شخصية بطل الرواية أتعبته وأنه يبحث عن بطل جديد لرواياته، هذا القرار انتقد من قبل كل من القراء وزملاء كاسل من الروائين.
يجد الإلهام من خلال مستشار للشرطة نيويورك، وخاصة كيت بيكيت المفتش، وهو المنصب الذي حصل من خلال صداقته مع رئيس بلدية المدينة. مستوحاة أنها شخصية «نيكي الصلب» (نيكي الحرارة في النص الأصلي)، والطابع العام التي يعاب عليها من قبل نموذجه، بيكيت قائلة انها لديها «عاهرة الاسم.»
بعد نشر أول رواية نيكي الصلب، ويجري عقد وتقدم كتابة ثلاث روايات بعد مغامرات جاسوس بريطاني اسمه أبدا قالها في سياق الحلقة (بحجة أنها سوف تجلب الحظ السيئ، وذلك لأن ليس هناك ما هو رسمي حتى الآن)، على الرغم من كل شيء يشير إلى أنه لن يكون جيمس بوند (بما في ذلك، يقول قلعة نفسه مغامرات أعطاه الرغبة في أن تصبح كاتبة). ومع ذلك، رفض العرض عندما عقد آخر، على الرغم من دفع أفضل من الأول سخية جدا بالفعل، يقترح أن يكتب ثلاث روايات أخرى نيكي الصلب.

## وصلات خارجية
- ريتشارد كاسل على موقع ميوزك برينز (الإنجليزية)